# 常磐高等学校 (群馬県)
常磐高等学校（ときわこうとうがっこう）は、群馬県太田市に所在する私立高等学校。全日制の課程に、普通科を設置している。設置者は学校法人群馬常磐学園である。なお福岡県の私立常磐高等学校、茨城県の私立常磐大学高等学校とは関係ない。

## 沿革
- 1914年 (大正13年) - 前身となった常見裁縫伝習所を常見ろくが創立。
- 1947年 (昭和22年) - 常磐高等女学校となる。
- 1948年 (昭和23年) - 常磐女子高等学校となる。
- 1977年 (昭和52年) - 男女共学となり、現在の校名となる。

## 設置学科
- 普通科
  - 特別進学コース
    - 特進選抜系
    - 特進系

  - 進学コース
    - 進学選抜系
    - 進学系

  - 総合コース　
    - 文理教養系
    - 食物服飾系
    - ビジネス情報系

  - 体育コース
    - 専攻実技（サッカー、野球、剣道、陸上競技、柔道、バスケットボール、バレエ、女子バレーボール）

## 著名な出身者
- 杉町マハウ（陸上競技選手）
- 堀越愛未（陸上競技選手）
- 鈴木悠里（陸上競技選手）
- 岡本春美（陸上競技選手）
- 北爪弘子（柔道選手）
- 吉澤穂波（柔道選手）
- 星野圭佑（サッカー選手）
- 平井晋太郎（サッカー選手）
- 山上信吾（プロ野球選手）

## 部活動
参考
- 運動部

硬式野球、サッカー、陸上競技（女子のみ）、
剣道、柔道、バレエ、バスケットボール、
女子バレーボール、硬式テニス、バドミントン、卓球、フラ、ダンス、薙刀、eスポーツ、
自転車、ドッジボール
- 文化部

吹奏楽、写真、美術、天文、イラスト、手芸、
クッキング、軽音楽、コンピュータ、映画研究、
ＪＲＣ、英会話、書道、科学、ボランティア、
園芸
※基本的に、運動部、文化部とも「〜部」または「〜同好会」という名前である。部活か同好会かは、その部の活躍等によって変わる。

## 所在地
- 飯塚町キャンパス - 群馬県太田市飯塚町141-1
- 本町キャンパス - 群馬県太田市本町56-31